# 二苯基硅二醇
二苯基硅二醇是一种有机硅化合物，化学式为(C6H5)2Si(OH)2。固态的二苯基硅二醇中含有氢键。

## 制备
二苯基硅二醇可以由二苯基二氯硅烷在过量水中水解得到：
(C6H5)2SiCl2 + 2 H2O → (C6H5)2Si(OH)2 + 2 HCl
另有文献指出用5%的氢氧化钠溶液在0~2℃水解，可以提高产率。

## 用处
二苯基硅二醇可用作抗癫痫药。